# Bătălia de la Plateea
Bătălia de la Plateea a avut loc în anul 479 î.Hr., în apropierea cetății Plateea (sau Plataea) din Beoția, între o alianță a polis-urilor grecești (Sparta, Atena, Corint, Megara și altele) și forțele expediționare persane ale lui Xerxes I.
A fost ultima bătălie terestră din cadrul Războaielor medice. Bătălia de la Plateea s-a încheiat cu victoria decisivă a grecilor, încheindu-se astfel și a doua invazie a Greciei.

## Cadrul istoric
După ce prima invazie persană a Greciei continentale se terminase cu înfrângerea suferită de perși în Bătălia de la Maraton (490 î.Hr.), o a doua invazie a fost efectuată sub directa comandă a lui Xerxes I, în anul 480 î.Hr. După rezistența eroică a spartanilor din Bătălia de la Termopile și pierderea flotei în urma Bătăliei navale de la Salamina, Xerxes a fost nevoit să se retragă în Asia, lăsându-l însă pe generalul său Mardonius⁠(d) cu o parte însemnată a armatei persane (aproximativ o treime) în Grecia pentru a relua în anul următor campania de cucerire a orașelor-state grecești nesupuse. La insistențele Atenei, aliații greci, inclusiv Sparta, au fost de acord să încerce să-l atragă pe Mardonius în luptă, pornind în marș înspre trupele acestuia, staționate inițial în Attica. Mardonius s-a retras însă în partea nordică a Greciei, mai exact în Beoția, pentru a-i aduce pe greci în teren deschis.
Cele două armate s-au întâlnit până la urmă lângă cetatea Plateea.

## Preludiul bătăliei
Mardonius își repliase trupele spre Teba, sperând să-i atragă pe greci într-o zonă de câmpie, favorabilă cavaleriei persane, superioară din punct de vedere numeric celei grecești. S-a oprit pe malul nordic al râului Asopos din Beoția, unde și-a fortificat tabăra așteptând atacul inamic.
Aliații greci, care reușiseră să adune o armată foarte mare (după standardele acelei epoci), erau grupați în jurul nucleului format din experimentații războinici spartani conduși de regentul Pausanias⁠(d); acestora li s-au alăturat 8.000 de hopliți atenieni, 600 de exilați plateeni, precum și contigentele trimise de polisurile Megara și Corint. Armata a avansat în Beoția, prin trecătoarea de la Muntele Cithaeron și a luat poziție în fața liniilor persane pe terenul înalt care domina valea râului Asopos. Inițial, grecii au evitat să înainteze pe terenul plat din jurul taberei fortificate a lui Mardonius, pentru a nu fi atrași într-o luptă cu cavaleria persană superioară numeric - a rezultat un impas în care cele două armate s-au pândit una pe cealaltă, impas care a durat 11 zile.

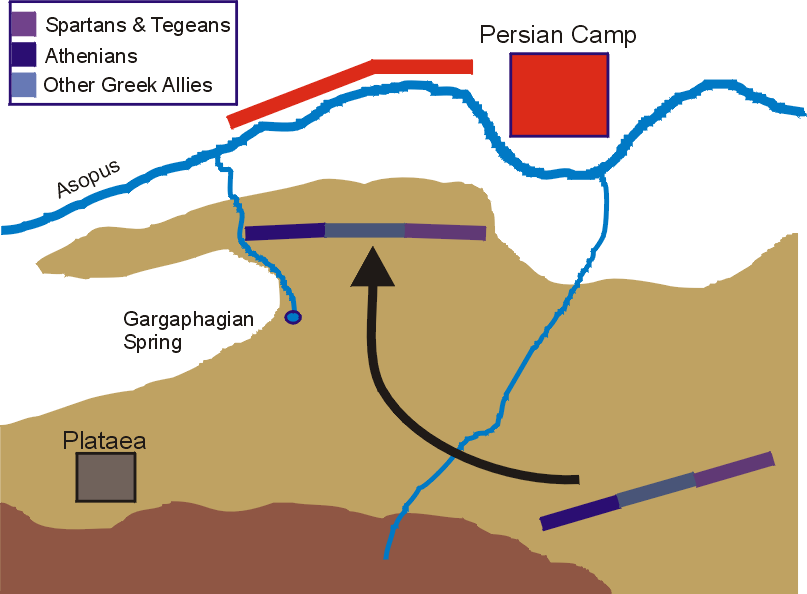
Prima fază a bătăliei de la Plateea. Grecii avansează spre malul sudic al râului Asopos.

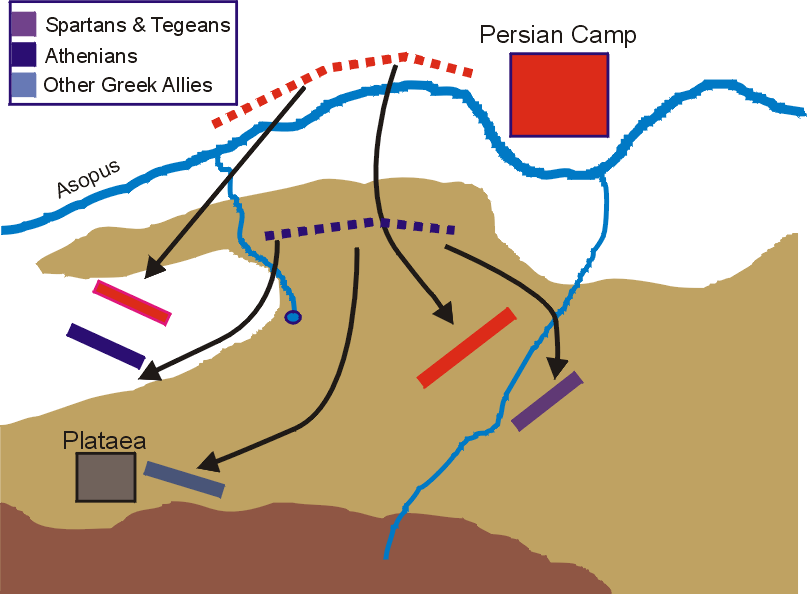
Grecii (liniile violete) se retrag, iar perșii (liniile roșii) traversează râul Asopos pentru a-i ataca.

## Forțele combatante

### Armata persană
Conform lui Herodot, perșii ar fi avut la Plateea 300.000 de oameni, fiind însoțiți și de trupe grecești provenind din polisurile care li se supuseseră (printre care se număra și Teba, care ar fi trimis 50.000 de oameni). Îndeosebi cavaleria persană era de temut, fiind întărită și cu escadroane tesaliene, beoțiene și macedonene.
Acest număr imens este pus la îndoială de majoritatea istoricilor moderni. O metodă de estimare a dimensiunii armatei persane este aceea de a calcula numărul de oameni care puteau fi adăpostiți în tabăra persană de pe malul nordic al râului Asopos - prin această abordare rezultă un număr cuprins între 70.000 și 120.000 de oameni.

### Armata greacă
După Herodot, Sparta ar fi trimis 45.000 de oameni, dintre care: 5.000 de cetățeni spartani (războinici profesioniști), 5.000 de hopliți din Laconia (perieci) și 35.000 de hiloți (care făceau parte din populațiile cucerite de spartani). Alături de spartani, numeroase alte cetăți grecești au trimis trupe la Plateea, cu următoarele efective:
| Cetatea   |        | Cetatea          |       | Cetatea              | Număr de hopliți |
| --------- | ------ | ---------------- | ----- | -------------------- | ---------------- |
| Sparta    | 10.000 | Atena            | 8.000 | Corint               | 5.000            |
| Megara    | 3.000  | Sicyon           | 3,000 | Tegeea               | 1.500            |
| Phlius    | 1.000  | Troezen          | 1.000 | Anaktorio și Lefkada | 800              |
| Epidaurus | 800    | Arcadieni        | 600   | Eretria și Styra     | 600              |
| Plateea   | 600    | Egina            | 500   | Ambracia             | 500              |
| Halkidiki | 400    | Micene și Tirint | 400   | Hermione             | 300              |
| Potideea  | 300    | Cefalonia        | 200   | Lepreum              | 200              |
|           |        |                  |       | Total                | 38.700           |

Numărul total al luptătorilor greci așa cum rezultă din tabelul de mai sus poate fi acceptat ca rezonabil și posibil, având în vedere că în urmă cu 11 ani la Maraton doar atenienii singuri trimiseseră pe câmpul de luptă 9.000 de hopliți (10.000 împreună cu aliații lor plateeni).
Așa cum se hotărâse anterior, forțele grecești se aflau sub comanda spartanului Pausanias (care, la acea dată, nu era încă rege al Spartei, ci regent și tutore al tânărului fiu al lui Leonidas, Pleistarchos, vărul său). Diodor scrie că trupele ateniene erau conduse de Aristides⁠(d) și este probabil ca și celelalte contingente grecești să fi avut propriii lor comandanți. Herodot povestește că în mai multe rânduri grecii au ținut sfaturi înainte de luptă, ceea ce sugerează că Pausanias nu avea o autoritate totală asupra celorlalte trupe grecești. Acest fapt a jucat un rol important în desfășurarea bătăliei, deoarece Pausanias nu a putut să dispună de atenieni cum dorea el, astfel încât forțele grecești au luptat oarecum separate.

## Bătălia

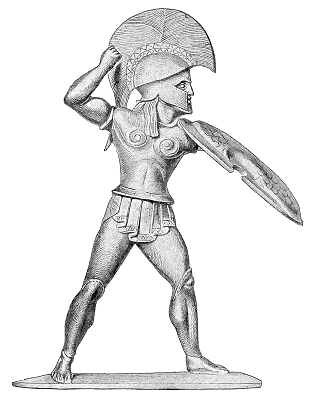
Hoplit grec

Mardonius a lansat câteva atacuri rapide cu cavaleria asupra liniilor aliaților greci, sperând ca aceștia să cadă în capcană și să-și părăsească pozițiile și să se lanseze în urmărirea perșilor, ieșind astfel în câmpie. Deși inițial a avut unele succese, această tactică s-a întors împotriva perșilor atunci când comandantul cavaleriei, Masistius, a fost ucis în cursul unui astfel de atac.
Cu moralul stimulat de această mică victorie, grecii au avansat, rămânând totuși pe înălțimi, într-o nouă poziție mai apropiată de tabăra perșilor. Spartanii și tegeenii au înaintat pe o creastă în dreapta frontului forțelor aliate, atenienii au ocupat o colină în stânga frontului, iar celelalte contingente grecești au avansat pe terenul situat între aceste două înălțimi. Un nou atac al călăreților persani le-a permis acestora să captureze izvorul Gargaphos, care era singura sursă de apă pentru armata greacă (aliații nu puteau folosi râul Asopos din cauza amenințării reprezentate de arcașii persani). Din acest motiv grecii s-au decis să se retragă pe o poziție în fața cetății Plateea, de unde puteau să controleze căile de acces din zonă și unde aveau acces la apa potabilă. Pentru a evita un nou eventual atac al cavaleriei persane, această retragere trebuia efectuată în timpul nopții.

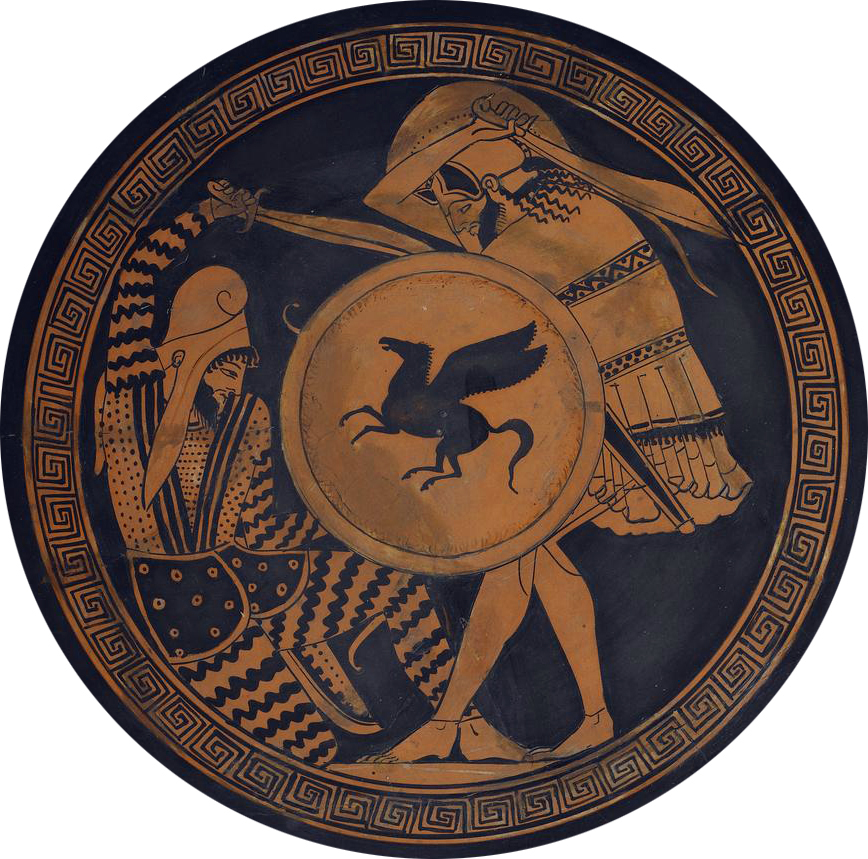
Lupta dintre un hoplit grec și un războinic persan pictată pe o cupă din sec. V î.Hr.

Cu toate acestea, retragerea amenința să se transforme rapid într-un dezastru. Contingentele aliate din centrul formației nu au ajuns pe pozițiile care le fuseseră atribuite și s-au dispersat în împrejurimile Plateei. Atenienii, tegeenii și spartanii care formau ariergarda nu se puseseră încă în mișcare până la ivirea zorilor. O singură trupă spartană a fost lăsată în urmă pentru a proteja retragerea spartanilor și tegeenilor spre înălțimile la care trebuiau să ajungă. Pausanias ceruse și atenienilor să înceapă retragerea și, dacă era posibil, să se alăture spartanilor, însă atenienii nu l-au ascultat și s-au retras direct spre Plataea, lăsând astfel fragmentată linia de apărare împotriva perșilor.
Mardonius a crezut că asistă la o retragere completă a grecilor și, crezând că lupta s-a terminat deja, s-a lansat în urmărirea aliaților greci. Cum nu se aștepta să întâlnească o opoziție consistentă, considerațiile tactice nu au mai fost o problemă pentru el, și a încercat să exploateze situația strategică pe care credea că a modificat-o deja în favoarea sa. Grecii au suportat însă cu tărie atacul persan; îndeosebi spartanii au dat dovadă de tradiționalele lor virtuți războinice, șarjând la rândul lor și semănând deruta în rândurile trupelor persane. Însuși Mardonius a fost ucis în cursul bătăliei. La aripa stângă, atenienii i-au silit pe beoțieni să se retragă. Tabăra persană a căzut în mâinile aliaților greci, care i-au masacrat pe toți cei ce se mai aflau acolo. Rămășițele armatei de invazie s-au retras spre nord, protejate de cavalerie.
În memoria victoriei de la Plateea și a eroilor căzuți în bătălie, la templul lui Apollo din Delphi a fost ridicată o coloană de bronz în formă de trei șerpi încolăciți, creată din metalul armelor persane capturate. În vârful coloanei se afla un trepied de aur, a cărui greutate reprezenta a zecea parte („zeciuiala”) din tezaurul capturat în tabăra lui Mardonius. Pe coloană erau inscripționate numele cetăților grecești care au luat parte la bătălie. Acest trepied a fost mutat mai târziu de Constantin cel Mare din templul lui Apollon în Hipodromul din Constantinopol și acum este cunoscut sub numele de Coloana șerpuită din Istanbul.

## Consecințe
Bătălia de la Plateea a fost ultima bătălie terestră din cadrul Războaielor medice. În aceeași zi în care Pausanias îl zdrobea pe Mardonius în câmpia Beoției, flota aliaților greci repurta o victorie decisivă împotriva flotei persane în bătălia de la Mycale. În 478 î.Hr. atenienii alungă din Sestos ultima garnizoană persană aflată în Europa. Dubla victorie din bătăliile de la Plateea și Mycale a marcat încheierea invaziilor Imperiului Persan în Grecia continentală, aliații greci reluând apoi ofensiva împotriva perșilor, dar de data aceasta în insulele Mării Egee și în Asia Mică - începea astfel o nouă fază a războaielor greco-persane.